# Mago Shazam
Shazam é um personagem de quadrinhos fictício, sendo publicado originalmente pela Fawcett Comics, e depois adquirido pela DC Comics. Ele é conhecido por ser mediador dos poderes do Capitão Marvel.

## Origem
Em World's Finest Comics #262 (abril/maio de 1980), é revelada a origem do mago. Era um jovem pastor de Canaã há 5000 anos que, devido a um pacto com deuses agora esquecidos, ganhou incríveis poderes ao pronunciar a palavra "VLAREM", uma anagrama da palavra "MARVEL":
- Resistência de Marzosh
- Velocidade de Arel
- Poder de Ribalvei
- Força de Voldar
- Coragem de Elbiam
- Sabedoria de Lumian

Usando estes poderes, ele passou a ser conhecido nas terras mesopotâmicas como o herói chamado O Campeão.

## Pedra da Eternidade
A Pedra da Eternidade é um local fictício dentro do Universo DC, situado aparentemente no centro do tempo e do espaço. Trata-se do local que serviu como quartel-general para o Mago Shazam, e actualmente, para Capitão Marvel. A Pedra é uma grande caverna, no centro dos tempos e dimensões, onde jaz o trono de Shazam, o Historama (espécie de TV que pode mostrar o passado, presente e futuro) e as estátuas que encerram os sete inimigos mortais do homem.
Por voar ao redor da Pedra, os membros da Família Marvel podiam atingir qualquer tempo e dimensão. A Pedra foi criada na época dos cananeus pelo Mago Shazam, quando este usava seu alter-ego de O Campeão. Combinando dois grandes rochedos, um do Céu e outro do Inferno, Campeão criou a Pedra para prender o demónio-dragão de três cabeças conhecido como as Três faces do mal.
Durante o Dia de Vingança foi destruída pelo Espectro sobre Gotham City, libertando os pecados e outros males. Mais tarde, o Capitão Marvel, a equipe Pacto das Sombras e alguns outros super-heróis foram capazes de a restaurar.

## Detalhes adicionais
Em The Power of Shazam, escrita por Jerry Ordway, foi descrito que em algum ponto do tempo, Shazam foi seduzido por uma demonia em forma de mulher, dando origem aos dois meio-demônios, Satanus e Blaze. Algum tempo depois, o Campeão teve que confrontar as Três Faces do Mal, uma espécie de demônio dragão, e só conseguiu derrota-lo com a ajuda de suas divindades. Unindo uma pedra do Céu e outra do Inferno, ele prendeu as três faces, originando a Pedra da eternidade. Voldar, Lumian, Arel, Ribalvei, Elbiam e Marzosh, no entanto, decretaram que ele deveria agora procurar um sucessor.

## Adão Negro
Adão Negro era originalmente Thet-Adam, filho do Faraó Ramessés II no Antigo Egito, que tornou-se o Poderoso Adam, o primeiro sucessor do Mago SHAZAM, que serviu ao príncipe Quéops no antigo Egito (Quéops sendo a encarnação original do Gavião Negro). Depois, Thet-Adam enlouqueceu e queria abusar de seu poder. Como punição o mago Shazam pôs sua essência de poder num escaravelho feito de jóias. Isto fez com que Adam retomasse sua idade real de centenas de anos, o que o matou instantaneamente.

## Fawcett City
Na época da Segunda Guerra Mundial, o Mago Shazam chegou a Fawcett City, seguindo os rastros de maldade de sua filha Blaze. Neste ponto de tempo, cogitou em tomar um novo sucessor, mas desistiu, visto a grande quatidade de heróis ativos em Fawcett neste tempo: Íbis, o invencível, Bulletman, Spy Smasher, Minute-Man. Em 1955, um bandido acerta Shazam com uma barra de ferro, causando-lhe amnésia.

## Capitão Marvel
No tempo presente, Adão Negro reencarnou como Theo Adam, e junto com Charles Clarence Batson e sua esposa Marylin, encontrou a tumba do mago Shazam em Abul-Simbel, o Vale dos Reis. Relembrando fatos de sua encarnação passada, Theo Adam matou C.C. Batson e Marylin para ficar com o escaravelho descoberto na escavação, deixando órfão a Billy Batson, que se tornaria o segundo campeão do Mago SHAZAM, Capitão Marvel. Quando Billy se tornou Capitão, seu primeiro feito foi salvar a Rádio WHIZ duma explosão armada por Theo Adam. Entrementes, Theo Adam, de posse do escaravelho, exclamou "Shazam" e se tornou novamente Adão Negro, relembrando sua vida passada totalmente. Em embate com o Capitão, foi derrotado, e voltou a ser Theo Adam. Shazam o puniu fazendo-o ficar mudo, de modo que não poderia se transformar de novo.

## A Morte
Durante a saga Crise Infinita o Mago perece em batalha ao enfrentar o Espectro, que sem hospedeiro é influenciado por Eclipso a travar um série de batalhas contra os seres mágicos do universo. Assim, Billy Batson assume definitivamente seu lugar na Pedra da Eternidade.

## Em outros meios
Em 1941, foi feita a adaptação para o cinema das aventuras do Capitão Marvel, com aparição do Mago Shazan